# Сарачинеско
Сарачинеско (итал. Saracinesco) је насеље у Италији у округу Рим, региону Лацио.
Према процени из 2011. у насељу је живело 88 становника. Насеље се налази на надморској висини од 883 м.

## Становништво
Према резултатима пописа становништва 2011. у општини је живело 184 становника.
| 1931. | 1936. | 1951. | 1961. | 1971. | 1981. | 1991. | 2001. | 2011. |
| ----- | ----- | ----- | ----- | ----- | ----- | ----- | ----- | ----- |
| 505   | 332   | 244   | 180   | 179   | 132   | 176   | 178   | 184   |